# Jan z Turobina
Jan z Turobina herbu Prus I (ur. w 1511 w Turobinie, zm. 24 września 1575 w Krakowie) – doktor obojga praw, rektor Akademii Krakowskiej.

## Życiorys
Był synem Stanisława. Na Akademię Krakowską zapisał się 1 października 1525, w 1530 został bakałarzem, a w 1535 magistrem nauk wyzwolonych. W latach 1535–1543 prowadził wykłady na Wydziale Sztuk jako docent, a następnie członek Kolegium Mniejszego. Zasłynął jako znawca Cycerona i Owidiusza. W 1538 został sekretarzem biskupa płockiego Jakuba Buczackiego i na 2 lata przeniósł się na dwór biskupa do Pułtuska. Na Akademię powrócił po śmierci biskupa pod koniec maja 1541. Po powrocie do Krakowa podjął studia prawnicze. Studiował u Grzegorza z Szamotul i Piotra Roizjusza. Licencjat praw uzyskał 13 maja 1544, a doktorat obojga praw przed 13 marca 1545. Jan przyjął też święcenia kapłańskie (ok. 1545) i został spowiednikiem oraz współpracownikiem biskupa krakowskiego Samuela Maciejowskiego. podjął także wykłady z prawa był pierwszym Polakiem wykładającym w Krakowskiej Wszechnicy prawo rzymskie. Pierwszą wyższą godnością kościelną było uzyskanie kanonii chełmskiej w 1550. W 1561 został dziekanem kruszwickim, w 1566 archidiakonem kruszwickim. W atmosferze zarzutów o herezję musiał przerwać wykłady i opuścić Akademię, przeniósł się wtedy na dwór biskupa kujawskiego Jana Drohojowskiego zostając jego kanclerzem. Do Krakowa powrócił na stałe po śmierci biskupa w 1557. Objął wtedy katedrę prawa kanonicznego, porzucając wykłady z prawa rzymskiego. Wydaje się też, że zmienił swoje poglądy dotyczące reformy Kościoła, albo koniunkturalnie postanowił ich więcej jawnie nie głosić. 6 kwietnia 1569 otrzymał prebendę kościoła św. Marii Magdaleny w Krakowie aż do śmierci posiadał również mało dochodowe probostwo w Wadowicach. Dziewięciokrotnie był wybierany na urząd rektora Akademii po raz pierwszy w 1561 ostatni w 1575.Zmarł na atak apopleksji w wieku 64 lat w trakcie trwania ostatniej jego kadencji rektorskiej. Został pochowany w kościele Franciszkanów, gdzie na krużgankach zachowało się jego epitafium. Jan z Turobina zasłynął jako bibliofil. Zgromadził pokaźny księgozbiór. Jeszcze przed wybuchem II wojny światowej znano kilkanaście pozycji z jego monogramem M. T. I (Magister Turobinus Ioannes) i z występującym tam herbem Prus I. Obecnie większość ksiąg zaginęła.